# Tan Jian
Tan Jian, född 20 januari 1988, är en friidrottare från Kina. Hon deltog vid olympiska sommarspelen 2012.